# Ryan Speedo Green
Ryan Speedo Green (* 1. April 1986 in Suffolk, Virginia) ist ein US-amerikanischer Opernsänger mit den Stimmlagen Bass/Bassbariton.

## Leben
Ryan Speedo Green stammt aus einer ländlichen Gegend im Süden der Vereinigten Staaten. Er wuchs in einer einkommensschwachen, afro-amerikanischen Familie in einer Wohnwagensiedlung auf. Sein Vater war Bodybuilder; von ihm stammte die Idee, seinem Sohn den Mittelnamen Speedo zu geben. Ryan Speedo Green galt als Problemkind. Im Alter von 12 Jahren kam er in Jugendarrest, nachdem er seine Mutter und seinen Bruder bedroht hatte. Während seiner High-School-Zeit zog die Familie dann in eine Siedlung mit Wohnbaracken um.
Green studierte an der Florida State University, wo er mit einem Master-Degree als Master of Music abschloss, und an der Hartt School of Music; dort erwarb er 2008 seinen Abschluss als Bachelor of Music. Er ist mehrfacher Preisträger von Gesangswettbewerben. Im März 2011 war er einer der fünf Sieger in den National Grand Finals der Metropolitan Opera National Council Auditions. Anlässlich des Metropolitan-Gesangswettbewerbs verfasste der New York Times-Journalist Daniel Bergner einen Artikel mit dem Titel Sing for Your Life, der im Mai 2011 im New York Times Magazine erschien und Greens Lebensweg beschrieb. Das Verlaghaus HarperCollins bekundete daraufhin Interesse an der Veröffentlichung einer Biografie über Greens Lebensweg. 2014 erhielt er den George London Foundation Award. 2014 gewann er auch den Ersten Preis der Gerda Lissner Foundation und war Finalist beim Gesangswettbewerb der Palm Beach Opera (Palm Beach Opera Competition). Er ist weiters 2014 Absolvent des Lindemann Young Artist Development Program der Metropolitan Opera.
Gastengagements hatte er an der Juilliard School of Music als Commendatore/Komtur in Don Giovanni und an der Oper Colorado. Als festes Mitglied (sog. Resident Artist) bei der Opera Colorado von 2010 bis Mai 2011 sang er dort Colline in La Bohème (Herbst 2010) und Don Magnifico in La Cenerentola. Im Juli/August 2012 sang er den Colline erneut an der Central City Opera in Central City, Colorado.
In der Spielzeit 2012/13 gab er sein Debüt an der Metropolitan Opera. Er sang den Mandarin in Turandot (erste Rolle) und den Zweiten Gralsritter in Parsifal, in einer Neueinstudierung mit dem Dirigenten Daniele Gatti. In der Spielzeit 2013/14 trat er an der Metropolitan Opera als Onkel Bonze in Madama Butterfly und als Carciere/Schließer in Tosca. In der Saison 2014/15 übernahm er an der Metropolitan Opera die Partie des Rambo in der Oper The Death of Klinghoffer von John Adams.
In der Saison 2013/14 sang er im März 2014 die Partie des Zweiten Soldaten in Salome in einer konzertanten Aufführung in der Boston Symphony Hall mit dem Boston Symphony Orchestra unter der Leitung von Andris Nelsons; seine Partner waren Gun-Brit Barkmin (Salome), Evgeni Nikitin (Jochanaan), Gerhard Siegel (Herodes) und Jane Henschel (Herodias). Im Juli 2014 sang er in Vienna, Virginia, die Partie des Leutnant Zuniga in Carmen bei einer Freilichtaufführung im Filene Center, einem Amphitheater, in einer Produktion der Wolf Trap Opera Company mit dem National Symphony Orchestra.
Ab September 2014 war Ryan Speedo Green bis zum Ende der Saison 2019/20 festes Ensemblemitglied der Wiener Staatsoper. Dort trat er in der Spielzeit 2014/15 u. a. als Angelotti in Tosca, Sparafucile in Rigoletto, Basilio in Der Barbier von Sevilla, 5. Jude in Salome, Fouquier-Tinville in Andrea Chénier, Mönch in Don Carlo, Titurel in Parsifal und als König (Il Re) in Aida auf. In der Spielzeit 2015/16 übernahm er an der Wiener Staatsoper u. a. wieder die Partien Don Basilio, Colline und Angelotti, weiters erstmals Timur in Turandot (auch in der Spielzeit 2016/17) und Warlaam in Boris Godunow.
Im Januar/Februar 2016 gastierte er am Opernhaus von Lille als Ferrando in Il trovatore. Im Juni 2016 sang er den Ferrando in der Liller Produktion am Théâtre de Caen. Im Juli/August 2016 gab er sein Debüt bei den Salzburger Festspielen als 3. König in Die Liebe der Danae. In der Saison 2016/17 sang er erstmals den Colline in La Bohème an der Metropolitan Opera in New York City. In den Vereinigten Staaten sang er weiters am Opernhaus von San Antonio (Oktober 2016, Escamillo in Carmen) und an der Houston Grand Opera (April/Mai 2017, als Osmin in Die Entführung aus dem Serail).
Im Mai/Juni 2018 trat Green an der Wiener Staatsoper als Sparafucile in Rigoletto auf. In der Saison 2018/19 stand er an der MET als König in Aida auf der Bühne. Im Jänner 2022 gastierte er an der Wiener Staatsoper als Colline in La Bohème. 
An der Bayerischen Staatsoper gab er in der Spielzeit 2022/23 sein Debüt als Warlaam in Boris Godunow. Im Januar 2023 gab er sein Hausdebüt an der Opéra national de Paris als Kurwenal in Tristan und Isolde. Im Oktober 2023 folgte sein Hausdebüt an der Deutschen Oper Berlin als König Heinrich der Vogler in Lohengrin. Im Februar 2024 sang er den König Heinrich auch an der Bayerischen Staatsoper. 
Als Konzertsänger sang Ryan Speedo Green die Bass-Partien u. a. in Der Messias, im Mozart-Requiem, im Verdi-Requiem (mit dem Hartford Symphony Orchestra and Chorale) und in der Krönungsmesse von Wolfgang Amadeus Mozart (mit dem Virginia Symphony Orchestra). Mehrfach sang er die Bass-Partie in der 9. Sinfonie von Ludwig van Beethoven, zuerst im Juni 2014 mit dem Philadelphia Orchestra, weiters mit dem Florida Symphony Orchestra und dem Norwalk Symphony Orchestra.